# 나바시노

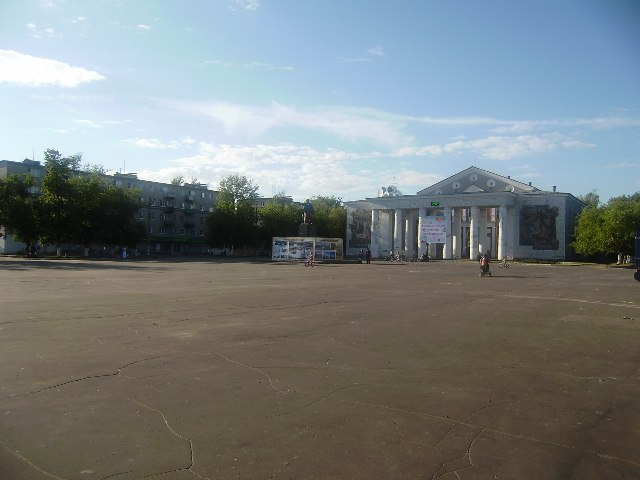
나바시노 중앙 광장

나바시노(러시아어: Нава́шино)는 니즈니노브고로드주 나비신스키군에 속한 도시 이름이다. 오카강이 흐른다.
인구는 1만 9,000명(2001년)이다.
이 도시는 1957년에 지어졌다.